# Ian Hodgkinson
Ian Hodgkinson (født 31. maj 1967) er en canadisk fribryder, bedst kendt fra World Championship Wrestling som Vampiro. 

## Biografi

### De tidlige år
Ian fik sin debut i wrestling, hos et lille firma i Montreal, efter han flere gange havde hjulpet dem med at stille ringen op, og trænet sammen med wrestlerne. Han wrestlede i nogle år som jobber. Herefter rejste han syd på, til Mexico City, for at prøve lykken i CMLL. Promoterne i firmaet havde svært ved at tage ham seriøst, da han havde blå dreadlocks i sit hår, og var fyldt med tatoveringer. Publikum blev dog vilde med ham, især kvinderne der elskede hans rockstar look. Her blev han kendt som Vampiro Canadiense.

### World Championship Wrestling
Vampiro blev i 1997 tilbudt en kontrakt af WCW. Han tog tilbuddet, men der gik lang tid før han rigtig slog igennem. Det var i 1999 da han sammen med Raven, og det national kendte rap band, Insane Clown Posse, dannede The Dead Pool. Gruppen fejdede bl.a. med Filthy Animals. Herefter bragte Vampiro det verdenskendte punk rock band, The Misfits, ind i WCW. Her fejdede han mod Dr. Death og Oklahoma. Han mødte Dr. Death ved WCW Starrcade 1999, hvor reglen var at hvis han ville vinde, så ville han få 5 minutter i ringen med Oklahoma. Vampiro vandt kampen på diskvalifikation. I starten af 2000 indledte han et makkerpar med legenden Sting, kaldet Brothers in Paint. Dette makkerskab eksisterede dog ikke længe, da Vampiro vendte Sting ryggen, da Vince Russo og Eric Bischoff overtog i april 2000. Vampiro var medlem af New Blood, og Sting var naturligvis medlem af Millionaire's Club. Fejden mellem de to varede i flere måneder, hvor Vampiro prøvede at køre Sting psykisk ned. Vampiro endte fejden i en Inferno match, hvor han satte ild til Sting. Herefter fejdede han med The Demon, men så vendte Sting tilbage for at få hævn. Det var omkring dette tidspunkt at Vampiro dannede The Dark Carnival med The Demon, The Great Muta og de tilbagevendende Insane Clown Posse. Krigen med Sting blev afsluttet ved WCW Fall Brawl 2000, da Sting besejrede Vampiro og The Great Muta. Aftenen efter Fall Brawl lavede Dark Carnival igen ballade, da de vandaliserede Mike Awesomes bus med graffiti. Mike Awesome udfordrede Vampiro og smed ham i en Awesome Bomb ud over toprebet, og igennem et bord. Vampiro blev "skadet" og forsvandt fra WCW i en måned (i virkeligheden havde hans kone født et barn, så Vampiro fik en måneds ferie). Vampiro vendte tilbage i en grusom hardcore kamp mod Mike Awesomes makker, Crowbar, og smadrede ham voldsomt. Vampiro og Mike Awesome mødte ved WCW Halloween Havoc 2000, kampen der blev Vampiros sidste i WCW.

### Efter WCW
Vampiro har haft travlt siden WCW. Han vendte tilbage til Mexico, men wrestlede også en overgang i Japan. Han dukkede også flere gange op i XPW, hvor han bl.a. kæmpede om XPW World Heavyweight Titlen flere gange. Hans sidste optræden hos XPW var i januar 2002. Herefter dukkede han op i TNA en kort periode, og senere har han optrådt for bl.a. Major League Wrestling og ICP's Juggalo Championshit Wrestling. Han tabte en Hair vs. Hair match i Mexico, og klippede sine dreadlocks af, og fik i stedet en hanekam. I 2006 vendte Vampiro tilbage til mainstream tv. 

### Wrestling Society X
Wrestling Society X blev filmet i 2006, og vist på MTV i 2007. Vampiro fungerede som booker i dette helt nye wrestling projekt, der blandede wrestling og musik. Han vandt WSX Titlen, men programmet blev aflyst efter en episode hvor en wrestler kastede en ildkugle mod Vampiros ansigt, hvilket satte ham i brand. Det ville MTV ikke vise.